# St.-Johannes-Kapelle (Heilbronn)

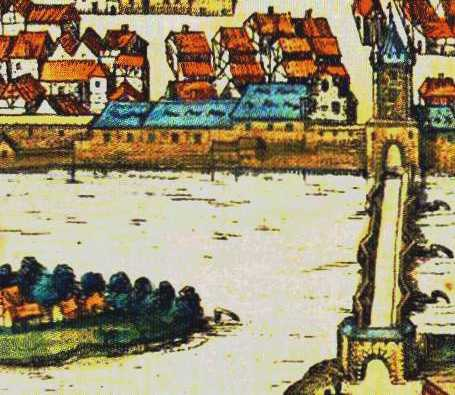
„[…] mit der Partie zwischen Lohtor und Brückentor, wo nunmehr der fränkische Königshof vermutet wird […]“

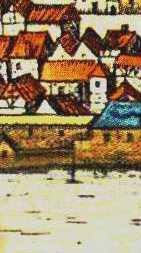
„Deutlich ist die alte Johanniskapelle mit Turm und Schiff zu erkennen.“

Die St.-Johannes-Kapelle war eine romanische Kirche in Heilbronn. Sie ging vermutlich auf den fränkischen Königshof und damit auf die Keimzelle der Stadt Heilbronn zurück. Die Kapelle befand sich im Westen der Heilbronner Altstadt und bestand bis ins 19. Jahrhundert. An ihrer Stelle befand sich danach ein Gasthaus. Nach der Umgestaltung der Kaiserstraße zur Durchgangsstraße 1897 wurde dort das Haus Kleinlogel erbaut, das nach seiner Zerstörung im Zweiten Weltkrieg durch einen schlichten mehrstöckigen Gewerbebau ersetzt wurde.

## Geschichte
Im 14. Jahrhundert verkaufte Karl IV. an Walter Lutwin, Bürgermeister von Heilbronn, einen Hof mit der Johanneskapelle: kauf des hofs, do sant Johans capelle inligt und der do lit ze Heilprun an der stat und stozzet an die mure… und heisset der von Mulenbronnen hof. Mit Mulenbronner (Maulbronner) Hof ist dabei nicht der Maulbronner Hof gemeint, sondern der Hirsauer Hof, den das Kloster Hirsau aus Calwer Besitz erhalten hatte und 1324 an das Kloster Maulbronn weiterveräußert hat. Über die Herkunft aus Calwer Besitz wird heute gemeinhin angenommen, dass der fragliche Hof auf den fränkischen Königshof in Heilbronn zurückgeht und die Johanneskapelle die zugehörige Hofkapelle war.
Die Frage nach der Lage des Königshofes ist bedeutend für die Lage der Kapelle, zumal man auch im Deutschhof den Nachfolgebau des Königshofes zu erkennen glaubte, wo man jedoch bei Grabungen in den 1950er Jahren keine baulichen Überreste fand,. Emma Weingand geb. Schliz fand dafür im selben Zeitraum im Bereich Kaiser-, Gerber- und Neckarstraße Fundamente aus der Zeit der Romanik, die auf eine bedeutende Bebauung des Areals im hohen Mittelalter schließen lassen. Hans-Gert Oomen und der Heilbronner Stadtarchivar Helmut Schmolz identifizierten 1972 bzw. 1973 übereinstimmend die Johanneskapelle als Kapelle des ehemaligen Königshofs und lokalisierten selbigen zwischen Kaiser-, Gerber- und Neckarstraße, und die Kapelle darin im Norden der Johannesgasse.
Für 1348 ist belegt, dass die Johanneskapelle von einem Wigmar Pfründe erhält. 1363 wird nochmals die Johanneskapelle als  … hinten an das Spital stoßend… erwähnt. Mit dem Spital ist das städtische Katharinenspital gemeint, das im 14. Jahrhundert auf dem Gelände des früheren Königshofs entstanden war. Bei der Kapelle befand sich der nach ihr benannte Kirchhof bei St. Johann, der zum Spital gehörte, um 1480 aufgelassen war, vor der Reformation dann aber nochmals kurzzeitig belegt und später überbaut wurde.
Auf einem Kupferstich von Heilbronn aus dem Werk Civitates Orbis terrarum von 1617 ist zu sehen, dass beim Katharinenspital abgesehen von der Katharinenspitalkirche noch eine weitere Kirche stand. Diese soll sich dort bis ins 19. Jahrhundert befunden haben.
1836 befand sich an der Stelle der Kapelle das Gasthaus zum Hirsch. Nach dem Umbau der Kaiserstraße zur Durchgangsstraße wurde 1902 an der Stelle des vormaligen Gasthauses das Haus Kleinlogel erbaut, das im Zweiten Weltkrieg zerstört wurde und danach durch den heute in der Kaiserstraße 5 befindlichen Zweckbau ersetzt wurde.

## Altarbild

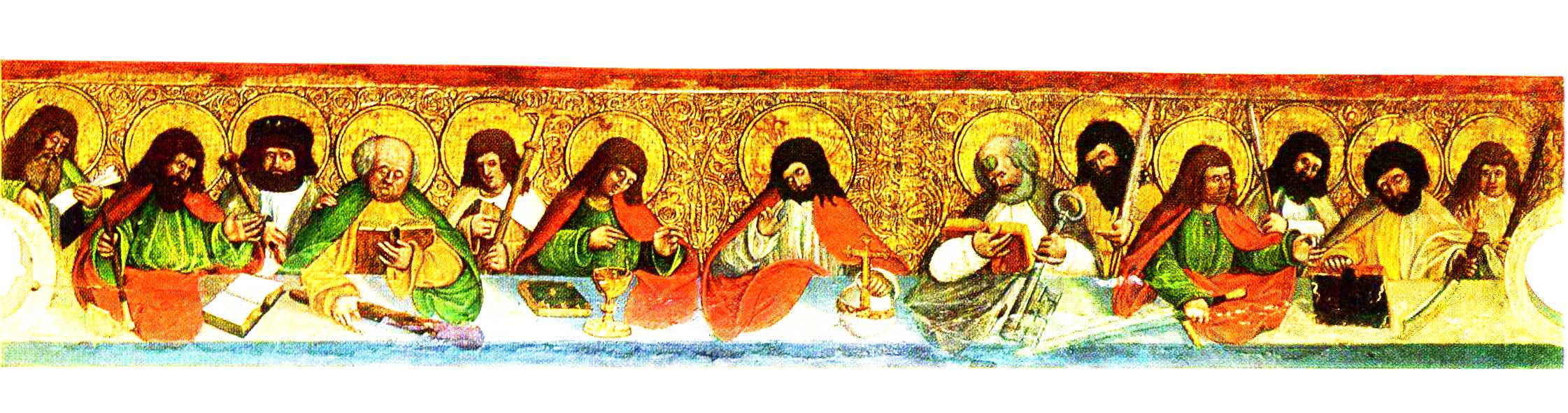
Predella, vermutlich aus der Johanneskapelle

Im Historischen Museum der Stadt Heilbronn hat sich die Predella eines Altars erhalten, der einst in der Johanneskapelle gestanden haben soll. Die Holztafel ist 35 cm hoch und 179,5 cm breit. Das Motiv zeigt das letzte Abendmahl. Christus und die Jünger sind als Halbfiguren bei Tisch sitzend dargestellt und mit scheibenförmigen goldenen Nimben versehen. Gräf datiert die 1964 bei Malek restaurierte Tafel auf die Zeit um 1470.